# 趙勗
趙勗（1380年—？），字士勉，陝西延安府綏德州興賢鄉仁義都第一圖人，明朝政治人物。進士出身。

## 生平
陝西鄉試十四名。永樂十年（1412年）壬辰科會試五十八名，殿試登進士第二甲第十九名。后選為翰林院庶吉士，編撰永樂大典。

## 家族
曾祖趙伯全。祖父趙勢選。父亲趙思恩。